# Euédrico

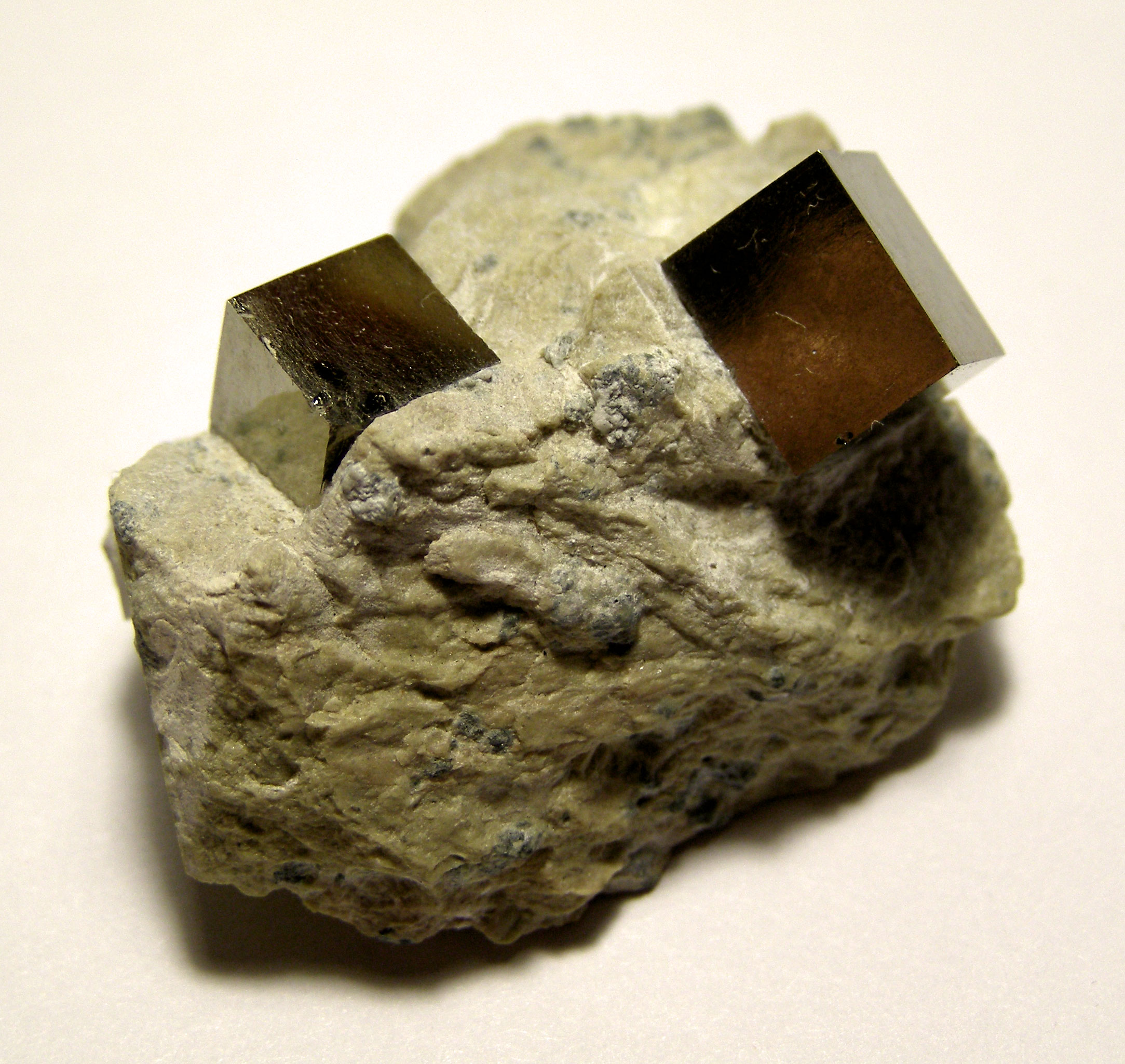
Cristais euédricos de pirita.

Euédrico é um termo aplicado a cristais bem formados, com faces nítidas e facilmente reconhecíveis. Normalmente os cristais não possuem faces suaves com contornos bem definidos. Muitos cristais crescem durante o arrefecimento de magmas líquidos. À medida que o magma arrefece, os cristais desenvolvem-se e eventualmente acabam por tocar uns nos outros, evitando que as faces dos cristais se formem correctamente ou até que não se formem de todo. 
No entanto, quando os flocos da neve cristalizam, não tocam uns nos outros. Assim, os flocos de neve formam cristais geminados de seis faces. Nas rochas, a presença de cristais euédricos pode significar que estes se formaram no início da cristalização do magma, por exemplo numa cavidade ou bolha, sem serem impedidos por outros cristais.
Em contraste, uma rocha com textura anédrica está composta de grãos minerais que não possuem faces nítidas (ou secção transversal nítida em lâmina delgada). O crescimento de cristais anédricos ocorre em ambientes competitivos sem espaço livre para a formação de faces de cristais. Uma textura intermédia com algum desenvolvimento de faces de cristais é designada subédrica.